# Sydney Tower
Sydney Tower – wieża w Sydney, w stanie Nowa Południowa Walia, w Australii. Wieża została otwarta w 1981. Jej wysokość wynosi 309 m.